# Stenobarichneumon agitatorops
Stenobarichneumon agitatorops är en stekelart som beskrevs av Heinrich 1977. Stenobarichneumon agitatorops ingår i släktet Stenobarichneumon och familjen brokparasitsteklar. Inga underarter finns listade i Catalogue of Life.